# Боазът
Вижте пояснителната страница за други значения на Боаза.
Боàзът е село в Северна България, община Севлиево, област Габрово.

## География
Село Боазът се намира на около 17 km югозападно от град Севлиево и 9 km север-североизточно от град Априлци. Разположено е в северните разклонения на Черновръшки рид, на около 4 – 5 km север-североизточно от Черни връх (1199,4 m), в долината на Граднишка река (Боазка река), десен приток на река Видима. Надморската височина при църквата в южния край на селото е около 410 m, на пътя в центъра е около 400 m, а към северния край намалява до около 370 m.
Общинският път GAB1165, минаващ през Боазът, води на север през село Столът към Севлиево, а на юг – към Априлци.
Населението на село Боазът, наброявало 610 души при преброяването към 1934 г. и постепенно намаляло до 176 към 1985 г., продължава да намалява и към 2019 г. наброява (по текущата демографска статистика за населението) 32 души.

## История
През 1978 г. дотогавашното населено място махала Боазът придобива статута на село.
През 1911 г. в махала Боазът е завършена строящата се сграда за начално училище с 2 класни стаи. Документи за съществуването на училището има от 1914 г. До построяването и откриването на училището, учениците от Боазът ходят на училище в съседното село Столът. Децата в училищна възраст постоянно се увеличават и в годините 1929 – 1936 г. учениците стигат до 120. През 1936 г. е построена втора училищна сграда с 2 класни стаи в двора на първата. След Втората световна война броят на децата в Боазът постепенно намалява. През 1965 г. е съборено старото училище като износено и ненужно. Броят на децата продължава да намалява, поради което през 1970 г. училището се закрива.
По данните в Националния регистър на населените места, създаденото през 1979 г. кметство Боазът е закрито през 2000 г.

## Население
Преброяване на населението през 2011 г.
Численост и дял на етническите групи според преброяването на населението през 2011 г.:
|                     | Численост | Дял (в %) |
| Общо                | 53        | 100,00    |
| Българи             | 52        | 98,11     |
| Турци               | 0         | 0,00      |
| Цигани              | 0         | 0,00      |
| Други               | 0         | 0,00      |
| Не се самоопределят | 0         | 0,00      |
| Неотговорили        | 1         | 1,88      |

## Обществени институции
В село Боазът към 2020 г. има:
- две действащи читалища: „Елдород“ (рег. № 3136) и „Дядо Фильо – 2009“ (рег. № 3406);[10]
- православна църква „Успение Богородично“;[11]